# Збивання Молочного океану

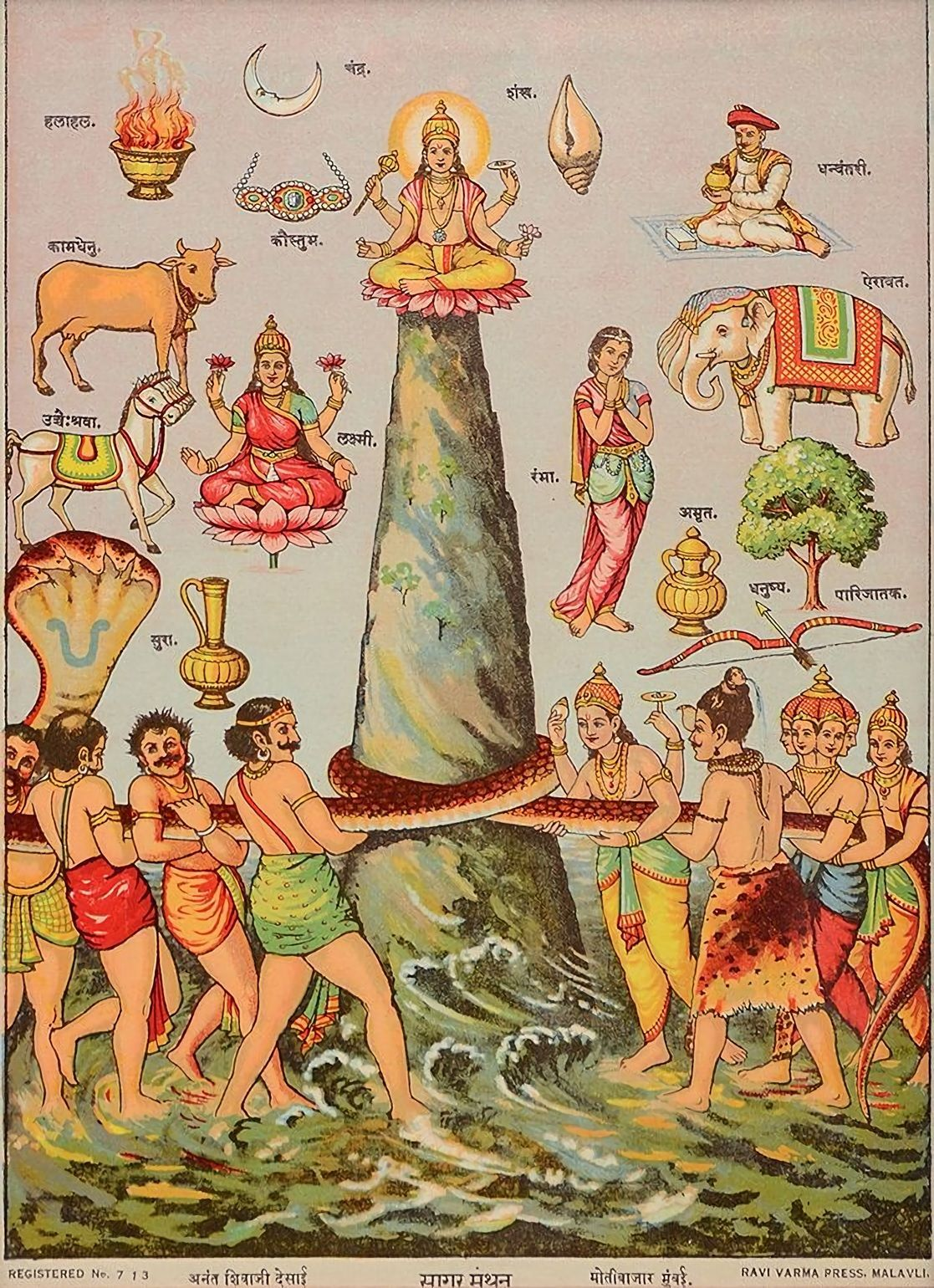
Збивання Молочного океану та його скарби, малюнок XIX ст.

Збивання Молочного океану або Самудра-мантхан (समुद्र मंथन) — епізод становлення світу в індуїзмі, в ході якого деви та асури добули з океану 14 скарбів, зокрема напій безсмертя амріту. Наслідком збивання стали утвердження влади девів над світом, поява низки божеств, істот і божественних атрибутів, а також поява отруйних істот і затемнень.

## Попередні події
Цар девів Індра, катаючись на слоні, зустрів мудреця Дурвасу Муні, який подарував йому гірлянду з квітів. Індра повісив її на хобот свого слона, але той скинув гірлянду на землю, роздратований сильним запахом. Це розгнівало мудреця, Дурваса прокляв Індру та всіх девів, щоб вони стали безсилими й безталанними.
Асури під проводом царя Балі перемогли девів і здобули владу над всесвітом. Деви звернулися за допомогою до Вішну, який порадив поділити владу порівну, для чого слід збити Молочний океан. Подібно як, збиваючи молоко, отримується масло, з океану мали вийти скарби, що й стануть запорукою влади. Деви з асурами вирішили, що поділять порівну найбільшу цінність — напій безсмертя амріту. Вішну, однак, запевнив девів, що сприятиме тому, аби їм дісталася вся амріта.

## Збивання океану

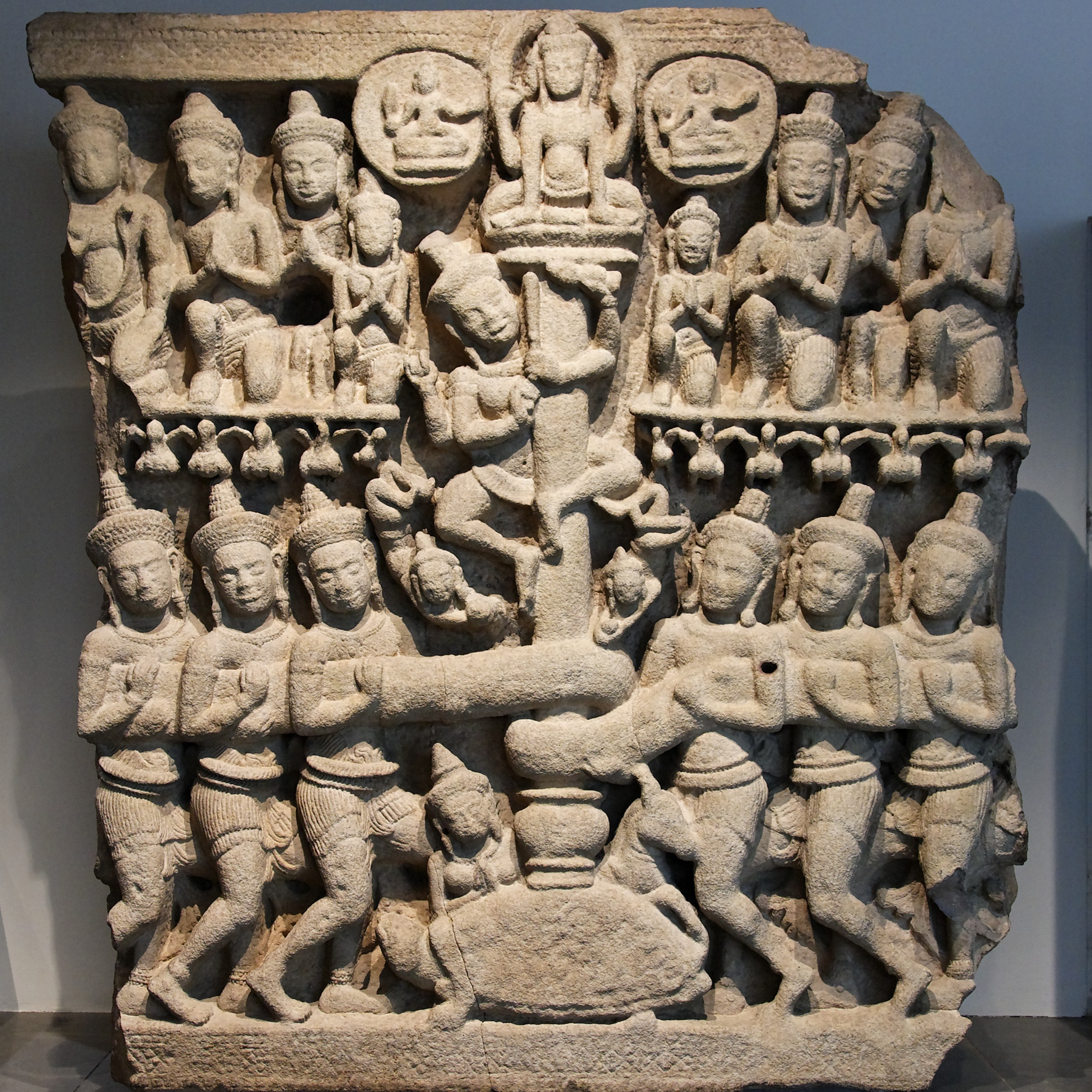
Барельєф із зображенням збивання океану, XII ст.

Аби збити океан, деви й асури поставили в нього гору Мандара, а замість мотузки взяли змія Васукі, якому пообіцяли частку амріти. Честолюбні асури вимагали аби їм дали тримати змія за голову, посилаючись на своє знатне походження. Деви погодились, але їхня праця через це стала легшою — вогняне дихання Васукі обпалювало асурів. Тягнучи по черзі, вони обертали гору. Однак, незабаром гора почала тонути, тому Вішну набув подоби гігантської черепахи Курмі, яка втримала гору на своїй спині, а також з'явився на її вершині аби врівноважити. Жар від дихання Васукі знесилив асурів і досягнув девів. Шива послав на обох дощові хмари та хвилі, щоб зменшити їхні страждання, і допоміг тягнути Васукі.
Зрештою з глибин виринула смертельна отрута калакута, яка загрожувала вбити все живе. За порадою Вішну деви й асури вирушили за допомогою до Шиви. Той випив усю отруту, від чого його шкіра на шиї посиніла. Частина калакути пролилася на землю, давши початок усім отруйним тваринам і рослинами. Після цього в Молочний океан кидали різні трави, які в ході збивання перетворилися на 14 скарбів, які асури і деви поділили між собою:
1. Камадхену (Сурабхі) — корова, що виконує бажання. Була віддана святим для отримання жертовного масла;
2. Уччайхшравас — летючий білий кінь з сімома головами і чорним хвостом. Дістався спочатку асуру Балі, потім Індрі;
3. Айравата — білий слон з чотирма бивнями і сімома хоботами. Став ваханою Індри. Разом з ним виринули вісім білих слонів, здатних рухатися будь-де;
4. Каустубха — чарівний самоцвіт, що відображає чисту свідомість. Став прикрасою Вішну;
5. Паріджата — чудесне вічноквітуче дерево. Дісталося Індрі;
6. Апсари — духи хмар і води в подобі прекрасних дівчат;
7. Лакшмі — богиня процвітання, багатства та удачі. Стала дружиною Вішну;
8. Варуні — богиня вина та сп'яніння. Стала дружиною бога-охоронця вод і справедливості Варуни;
9. Дханвантарі — бог медицини. У своїй руці також виніс посудину з амрітою;
10. Чандра — бог Місяця;
11. Калпаврікша — дерево, що виконує бажання. Індра відправив його на райські планети;
12. Шарнга — чарівний лук. Дістався Вішну;
13. Шанкха — чарівна мушля, втілення благословіння і символ родючості. Дісталася Вішну;
14. Амріта — напій, що наділяє безсмертям того, хто його вип'є.

## Війна за амріту

Вішну відрубує голову Раху

Коли з океану з'явився Дханвантарі з посудиною амріти, асури вихопили напій. Проте між ними спалахнула суперечка за право першим його випити. Слабші асури заступилися за девів, не даючи іншим випити. Деви тоді знову звернулися за допомогою до Вішну, який набув форми Могіні — надзвичайно вродливої дівчини. Асури відволіклися на неї, та попросили розсудити їх. Могіні взяла амріту та роздала її девам. Випивши амріту, вони стали безсмертними. Лише один з асурів на ім'я Раху, видавши себе за дева, ковтнув амріти. Бог Сонця Сур'я і бог Місяця Чандра викрили самозванця і повідомили про нього Могіні, котра відрубала йому голову з допомогою диска Сударшан-чакри. Проте голова встигла стати безсмертною і перетворилася на планету Раху. Прагнучи помсти, Раху час від часу проковтує Сонце і Місяць — тоді настають сонячні і місячні затемнення.
Між девами та асурами почалася війна, на бік асурів стали виниклі від отрути тварини. Балі наслав на девів бурю, що розбурхала величезну пожежу, та хвилі океану. Тож зрештою асури майже перемогли, попри безсмертя ворогів. Вішну знову прийшов на допомогу, схиливши перемогу на бік девів. Індра повалив Балі, але не міг вразити блискавкою Намучі, невразливого до жодної сухої чи мокрої зброї. Він переміг тільки тоді, коли виготовив зброю з піни. Брахма передав через мудреця Нараду Муні прохання припинити битву. Шукра після цього воскресив усіх полеглих асурів, у яких вціліли голова чи тіло.